# Музей бронетанковых войск (Израиль)
Бронетанковый музей «Яд ле-Ширьон» (ивр. יד לשריון‎) на перекрёстке Латрун — один из крупнейших в мире музеев, экспонирующих бронетехнику различных видов и исторических периодов.
Находится в долине Аялон в Израиле. В 1978 году созданная ассоциация памяти танкистов своим центром избрала здание бывшего тегарта британской полиции в Латруне, вокруг которого в 1982 году начали строить комплекс музея бронетехники. Музей пополнял свою экспозицию в первую очередь с мест сражений израильских войн, а впоследствии через различные обмены с другими музеями подобной тематики из других стран. На 2007 год собрано более 200 единиц экспонатов, колёсной и гусеничной техники (для сравнения — к концу Войны за независимость в распоряжении Израиля было всего 32 танка). Ядром коллекции является экспозиция бронетехники середины XX века.
На территории музея установлена мемориальная стена с именами и фамилиями павших танкистов, число которых в 2007 году составило около 5 000 человек.
Комплекс музея также используется как место принятия присяги молодыми танкистами. Вход в музей платный.

## Галерея

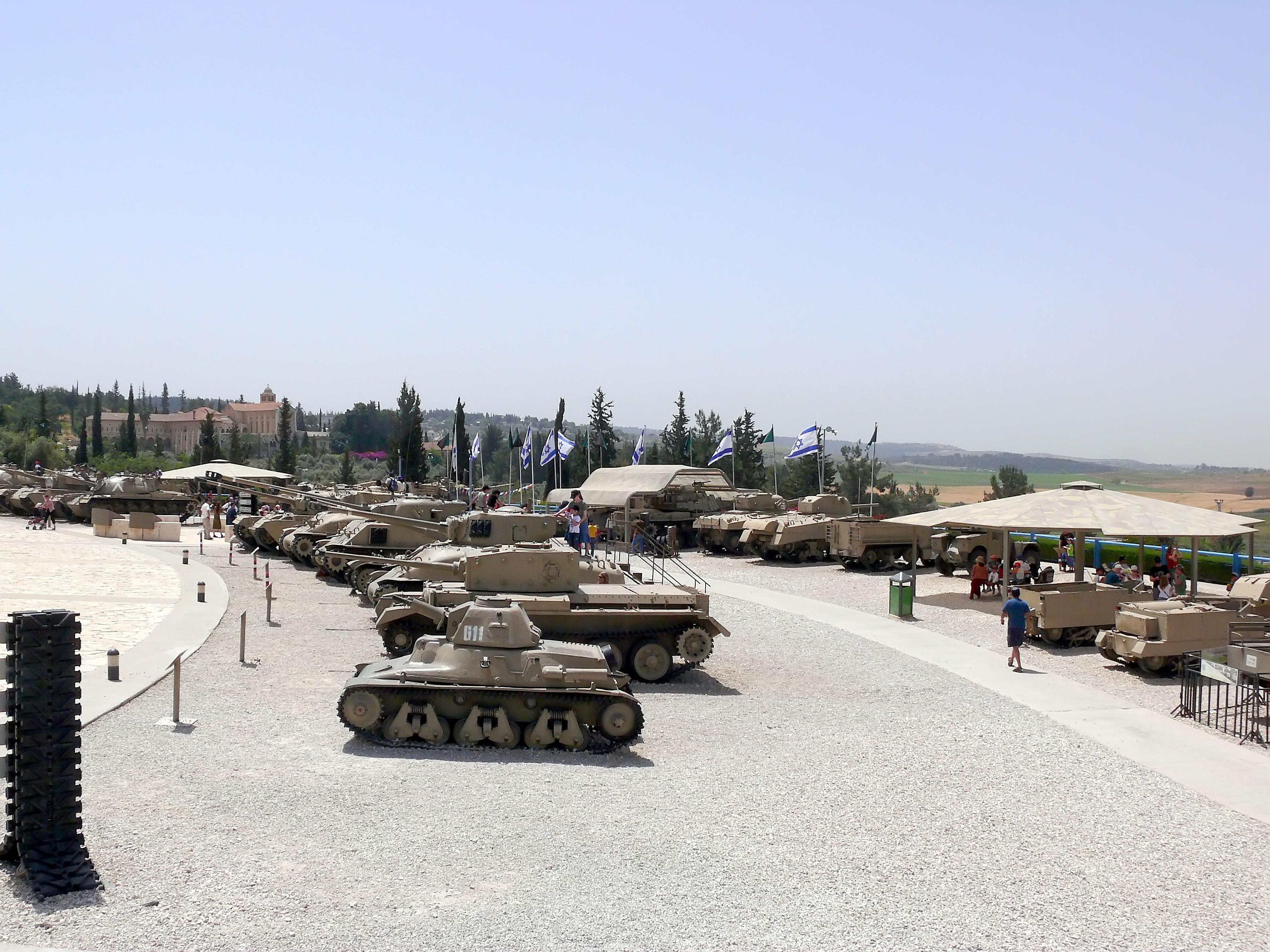
«Яд ле-Ширьон», Латрун
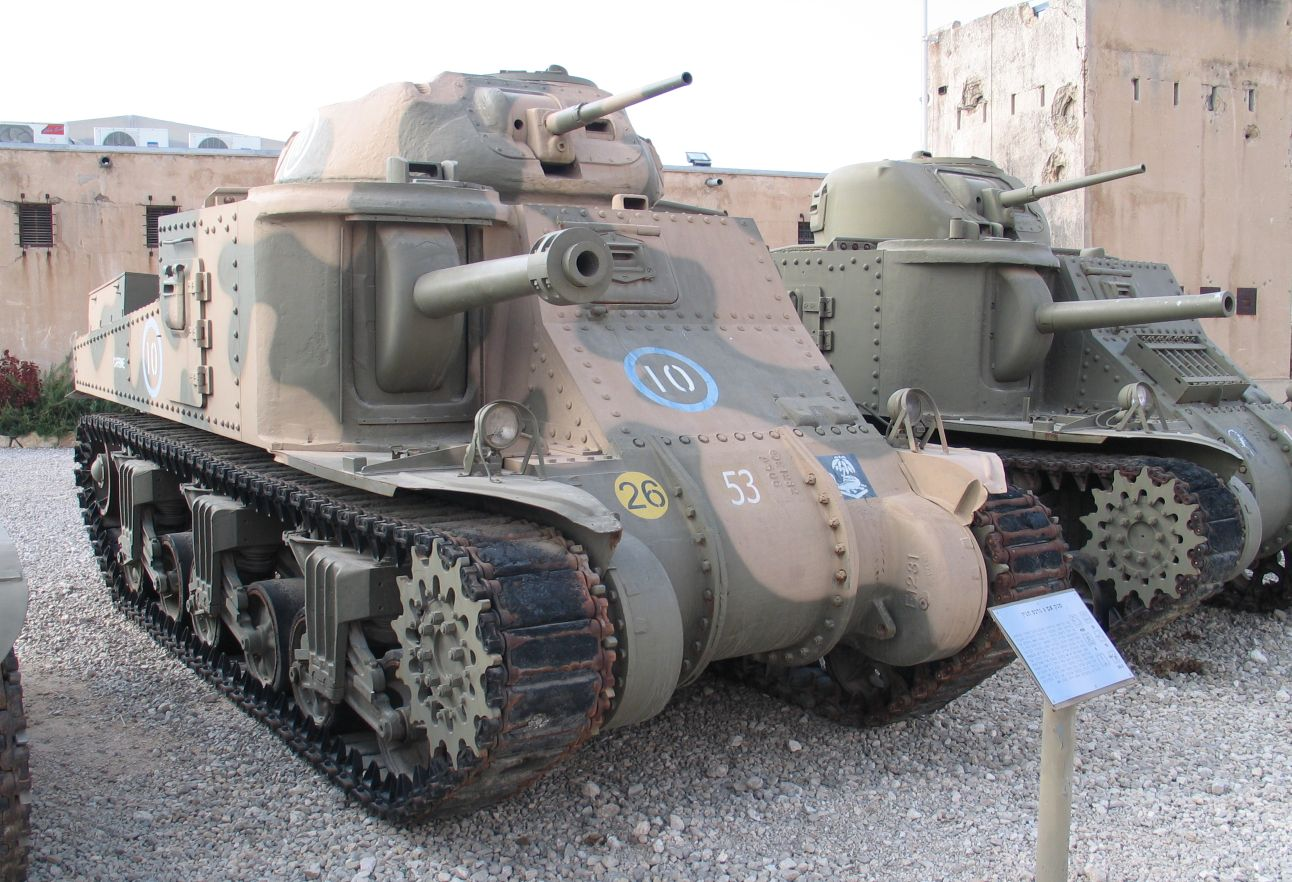
Средние танки Грант (Британия) и Ли (США)
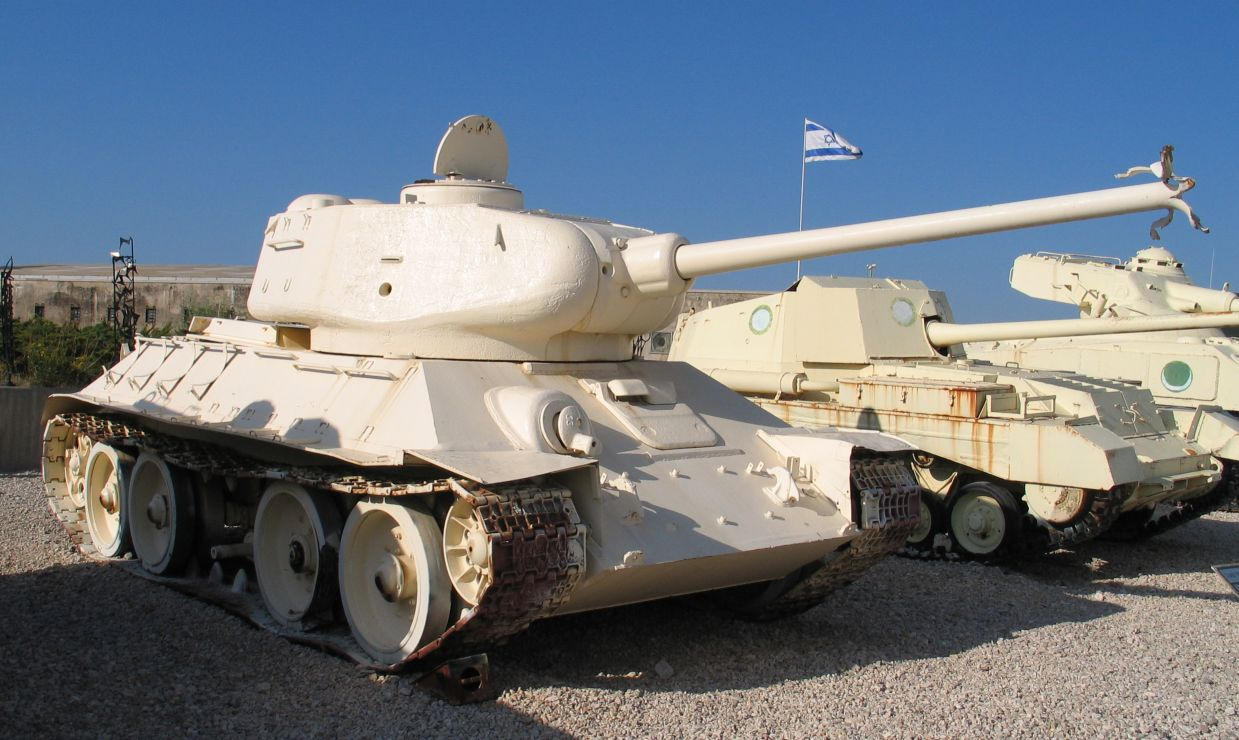
«Тридцатьчетвёрка» модификации Т-34-85
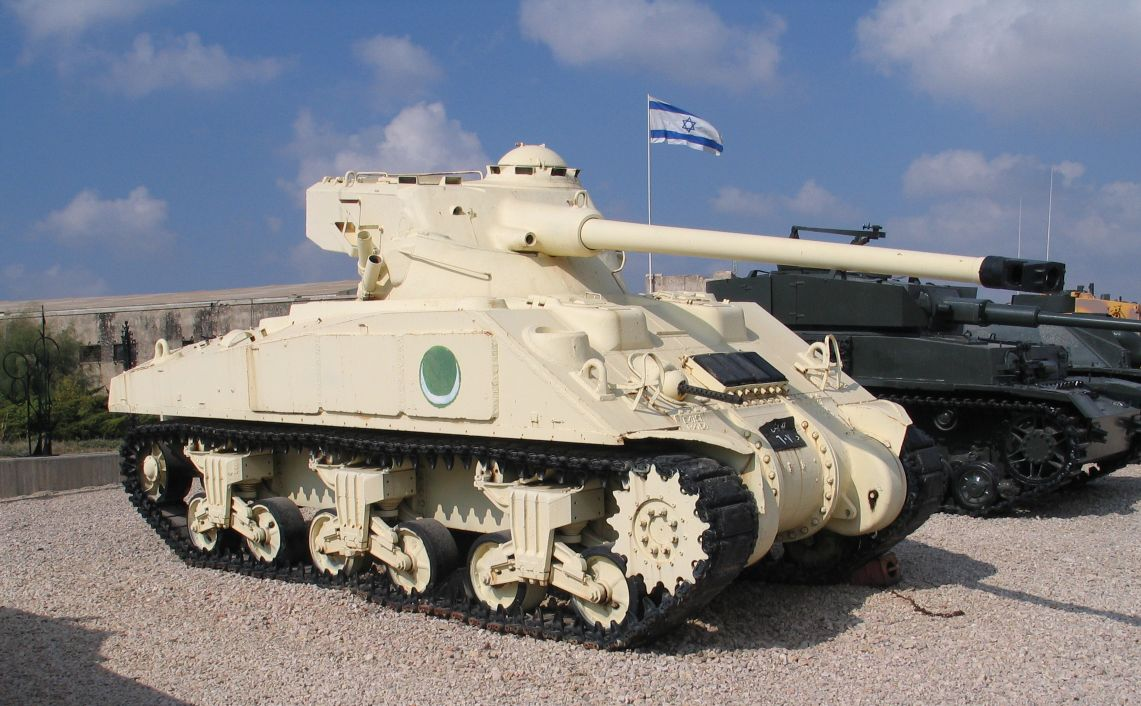
Средний танк M4A4 с башней от AMX-13
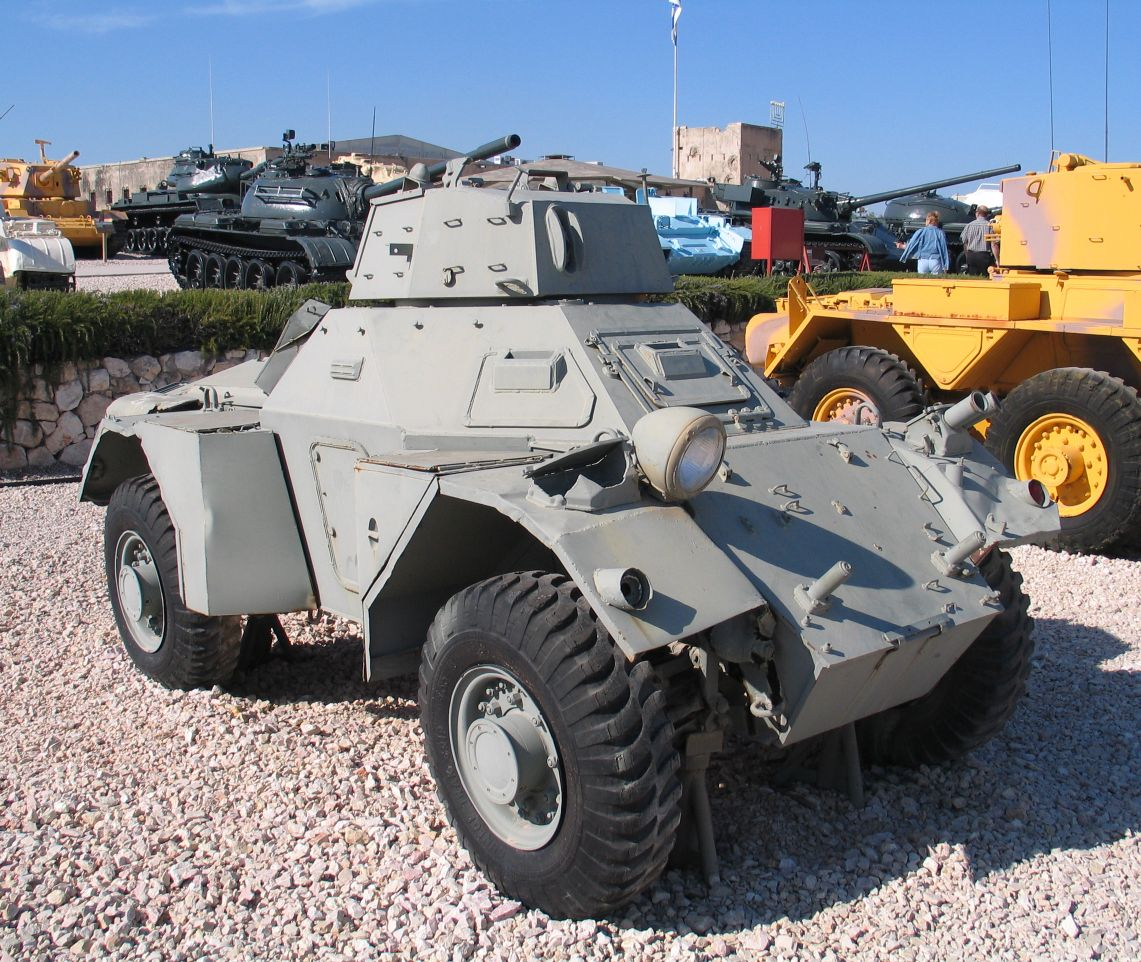
Английский БА «Феррет»
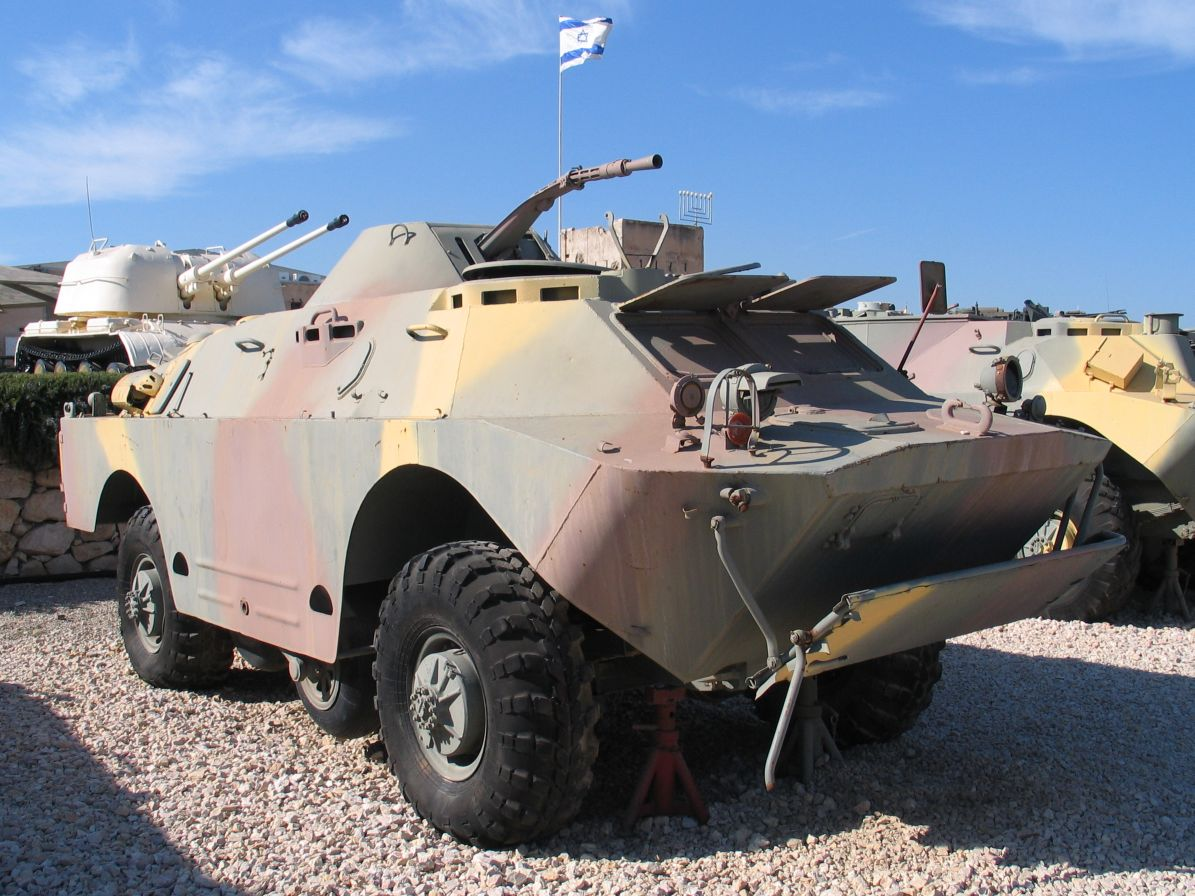
Советская БРДМ-2 («бардак»)
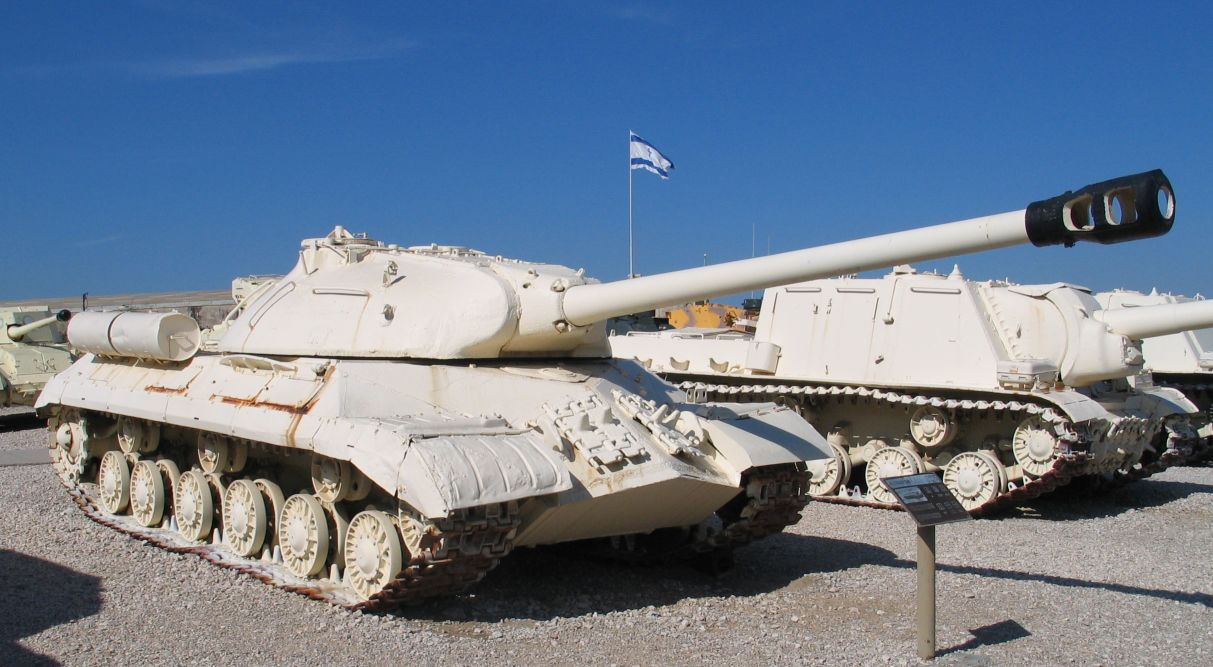
Тяжёлый танк ИС-3
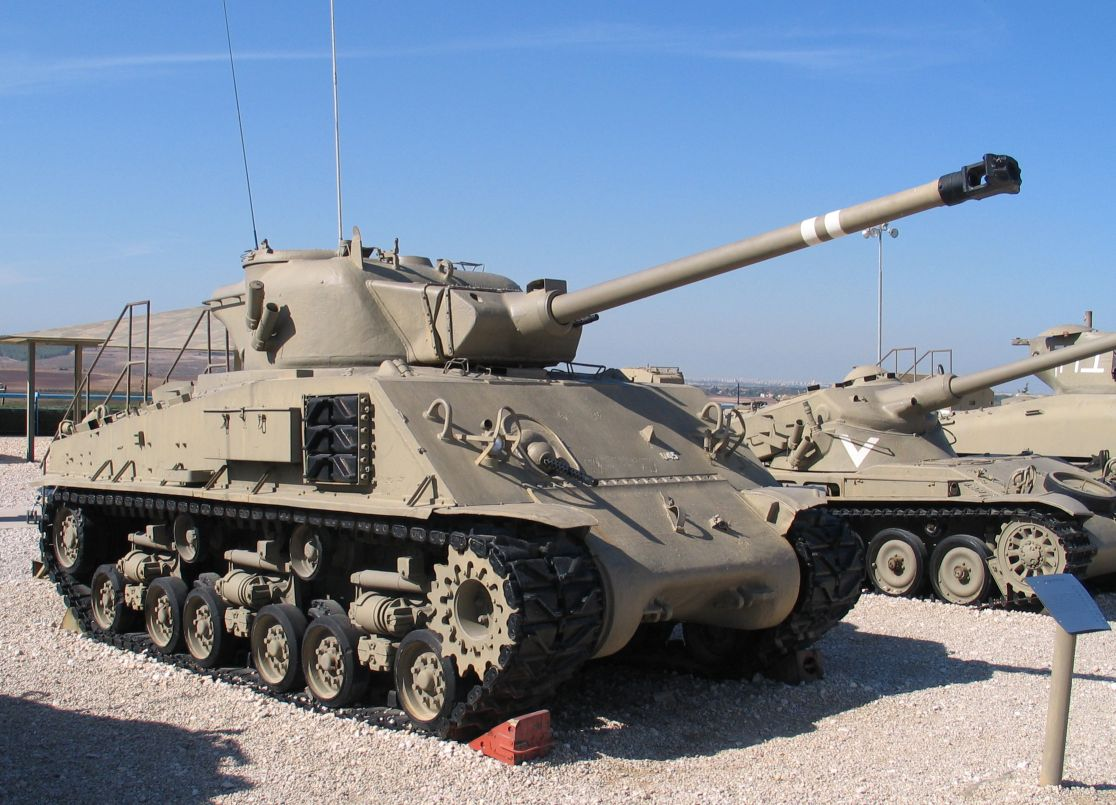
«Шерман» M50 на базе M4A3(75)W HVSS
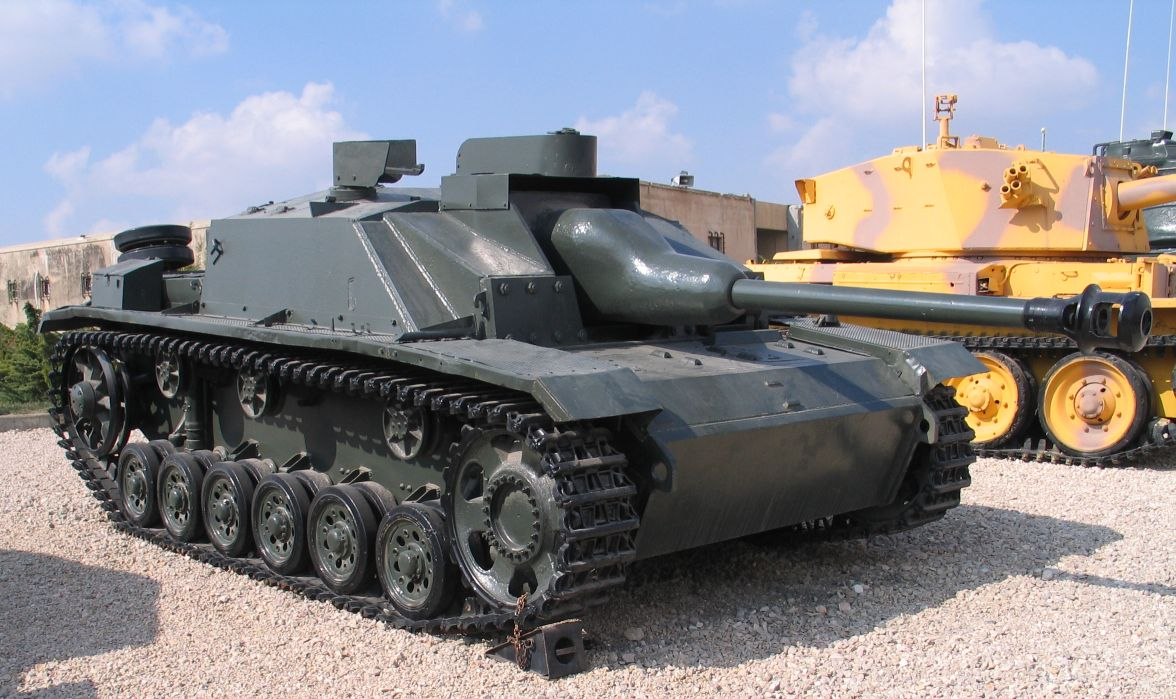
StuG III.G, захваченная Израилем у сирийцев
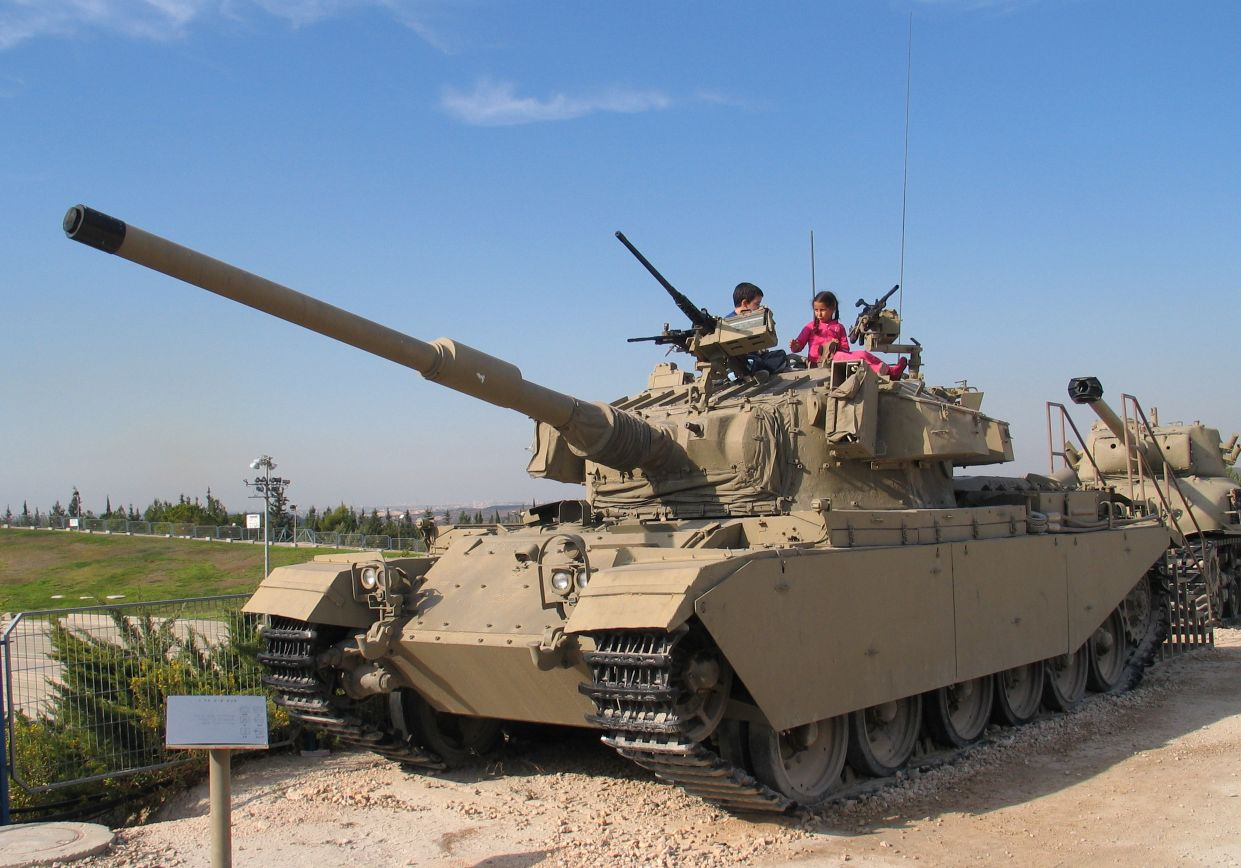
Израильский танк Шот